# Liste de chiens de fiction

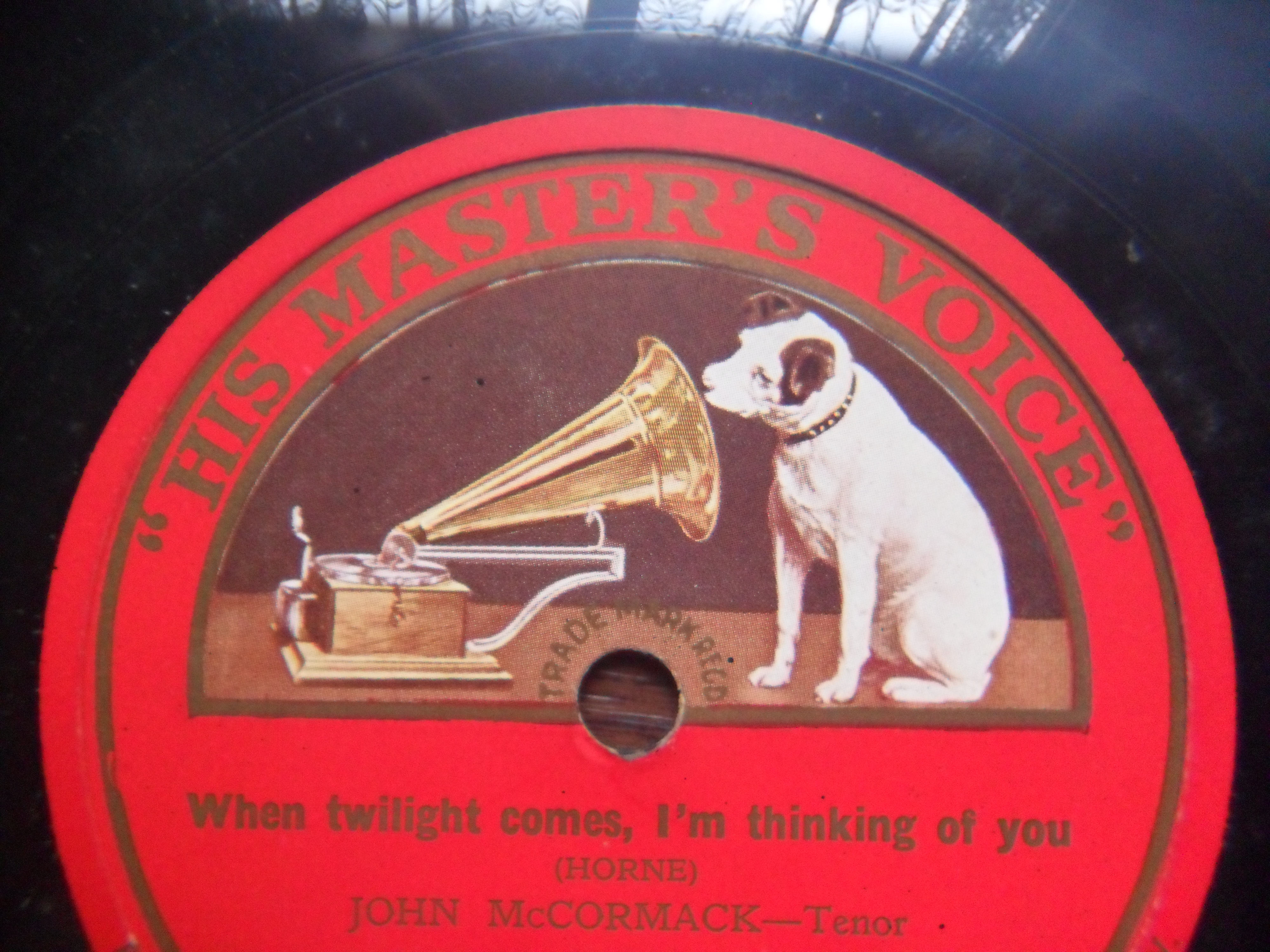
Disque microsillon sur lequel figure Nipper, le chien mascotte et le logo du label discographique HMV (His Master's Voice, « La Voix de son maître »).

Cette liste de chiens de fiction rassemble une liste de chiens et de personnages canins présents dans les œuvres de fiction.
Il peut s'agir de chiens « célèbres », dans la mesure où :
- ils ont une œuvre qui leur est consacrée ;
- ils sont le fidèle compagnon d'un héros ;
- ils sont le symbole d'une idée ou d'un organisme reconnu.

## Littérature

### Contes
- Roverandom, petit chien jouet transformé dans le conte du même nom de J. R. R. Tolkien.
- Saint lévrier-Guinefort, guérisseur d'enfants depuis le XIIIe siècle[1][source insuffisante].

### Romans
Note : ne figurent dans la liste ci-dessous que les romans dont le chien est le héros et le thème du roman.
Classement par date

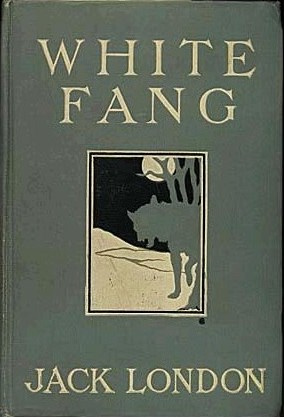
Croc-Blanc : couverture de la première édition américaine (New York, Macmillan Company, 1906).

- Dans L’Odyssée d'Homère : Argos, le chien d'Ulysse.
- Le chien du Roi Arthur : Cabal, qui pouvait voir le vent.
- Dans Sans famille (1878) d'Hector Malot : les chiens Capi, Zerbino et Dolce.
- Dans Une vie (1883) de Guy de Maupassant : le chien Massacre.
- Dans Le Magicien d'Oz (1900) : Toto, le chien de Dorothy.
- Dans Le Chien des Baskerville (1902) d'Arthur Conan Doyle.
- Dans Croc-Blanc (1906) de Jack London : Croc-Blanc, un chien-loup né à l’état sauvage.
- Dans Le Chien de Florence (1923) de Felix Salten : le chien Kambyses.
- Dans Lassie, chien fidèle (1941) d'Eric Knight : Lassie, le chien colley, apparaît pour la première fois dans ce roman.
- Dans Renni, chien de guerre (1941) de Felix Salten.
- Dans Capi, fils de loup (1956) de Joseph E. Chipperfield.
- Dans Une bergère et son chien (1957) de Jean Muray.
- Dans Brave Duke (1957) de Joseph E. Chipperfield : Duke, berger allemand échappé d'un chenil.
- Dans Jan, le chien du bord (Jan, the Dutch barge dog, 1958) de G. W. Barrington.
- Dans Tao, chien de choc (1958) de Gilles Saint-Cérère.
- Dans Crack, chien patagon (1959) de Georges Catelin : Crack, un berger de Patagonie. Avec les bergers cavaliers à la tête de troupeaux considérables, il parcourt l'immense pampa du Sud-Argentin.
- Dans Fidèle vagabond (Old Yeller, 1960) de Fred Gibson.
- Dans Fido chien de berger (1961) d'Enid Blyton (Bibliothèque rose)
- Dans Le Plus Beau Chien du monde (1961) de Thérèse Lenotre (Bibliothèque rose) : Flip, un petit chien.
- Dans Le Chien du Shérif (Bristle face, 1962) de Zachary Ball[2]
- Dans Mon ami Caramel (1962) de Louise Anker-Garin (Bibliothèque Rose).
- Dans Mon chien, mon île et moi (1962) de Jacques Talrich (Bibliothèque verte).
- Dans Le Chien qui prenait le train (Lampo, il cane viaggiatore, 1965) d'Elvio Barlettani (voir Lampo).
- Dans Éric et le chien trouvé (1966) de Hans Peterson (Bibliothèque rose).
- Dans Pampelune chien trouvé (1966) de Cécile d'Argel
- Dans Chien blanc (1969) de Romain Gary : le chien Batka.
- Dans Steve et le chien sorcier (1970) d'Anne Pierjean.
- Dans Mirri, chien sauvage (In a wilderness, 1972) de Mary Patchett.
- Dans Le Chien Job (1973) de François Ponthier.
- Dans Le Plus Petit Chien du monde (1976) de Rosemary Weir. (Bibliothèque rose) : Chiquita, une petite chihuahua.
- Dans Les Aventures d'un chien perdu (Drei auf der Landstrasse, 1976) de Dagmar Galin.
- Dans Et si j'étais un chien (1981) de Jacqueline Cervon.
- Dans Pour un petit chien gris (1981) d'Yvon Mauffret.
- Dans Numéro Quatre (2010) : Bernie Kosar, chien compagnon du héros.
- Dans L'Appel de la forêt de Jack London : le chien Buck.
- Dans Les 101 Dalmatiens de Dodie Smith : le dalmatien Pongo.
- Dans Annales du Disque-Monde (1983) de Terry Pratchett : Gaspode le chien.
- Dans Les Aventures du capitaine Hatteras de Jules Verne : Duk, le dog-captain.
- Dans Belle et Sébastien, série écrite par Cécile Aubry : Belle, le chien de montagne des Pyrénées blanc.
- Dans Le Clan des sept d'Enid Blyton : le chien Moustique.
- Dans Le Club des cinq d'Enid Blyton : le chien Dagobert.
- Dans la série Mystères d'Enid Blyton : Crac, l'épagneul de Toufou, dans certains livres de la série.
- Dans la série Harry Potter de J. K. Rowling : Crockdur, le chien d'Hagrid.
- Dans Cujo de Stephen King : Cujo le chien.
- Dans De bons présages de Terry Pratchett et Neil Gaiman : Toutou, chien des enfers.
- Dans Demain les chiens de Clifford D. Simak : Nathanael, le chien parlant.
- Dans Doglands de Tim Willock : Furgul, le chien du point de vue duquel est écrit le roman.
- Dans Frère sauvage (Wild brother) de Mary Patchett.
- Dans L'Île mystérieuse de Jules Verne : Top le chien.
- Dans L'Incroyable Voyage (The Incredible Journey, aussi paru sous le titre de L'Incroyable randonnée) de Sheila Burnford : deux chiens (Chance et Shaddow) et un chat (Sassy) parcourent 400 km au Canada pour rejoindre leur maître.
- Dans Jerry, chien des îles de Jack London : Jerry, le terrier irlandais.
- Dans Jock of the Bushveld de James Percy FitzPatrick : Jock, le chien héros du roman.
- Dans Michaël, chien de cirque de Jack London : Michaël, le terrier irlandais frère de Jerry, chien des îles.
- Dans Mon chien Rex (My dog Rex), roman d'Arthur Holman[3] : un chien policier.
- Dans Rapide-Eclair (Swift lightning) de James Oliver Curwood.
- Dans Sam, chien du Texas (Savage Sam) de Fred Gipson.
- Dans Les Six Compagnons : Kafi, le berger allemand.
- Dans Trois hommes dans un bateau de Jerome K. Jerome : le chien Montmorency.
- Dans Un petit chien..., série de huit romans de René Guillot.
- Dans L'herbe rouge de Boris Vian : le chien Sénateur Dupont.
- Dans Dialogues de bêtes de Colette : Toby-Chien.

### Littérature pour la jeunesse
- Dans Chien Bleu de Nadja : le chien bleu.
- Dans Le Journal de Gurty : la petite chienne Gurty.

### Bandes dessinées
Par ordre alphabétique
- Ace et Titus, dans Batman.

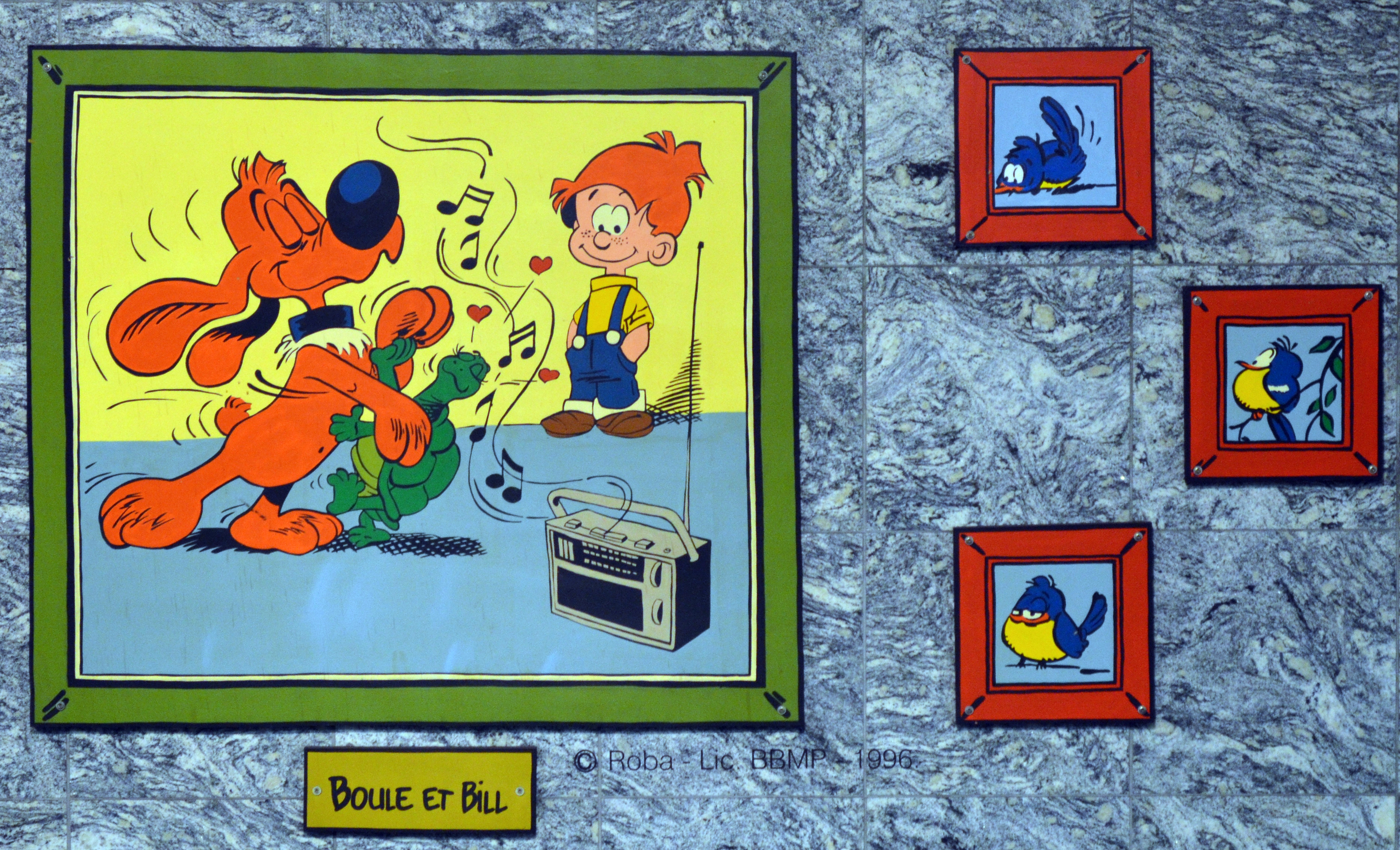
Bill, le cocker roux de Boule et Bill.

- Alfred, dans la série Sylvain et Sylvette.
- Attila, dans la bande dessinée du même nom de Derib et Rosy.
- Azor, dans le comic strip de Coq paru dans Jours de France.
- Bali, dans Baptiste d'André-Philippe Côté.
- Bessy, dans la série Les aventures de Bessy de Willy Vandersteen.
- Bill, dans Boule et Bill de Roba et Laurent Verron.
- Bjarne, le corniaud stupide, ami de la jeune Frida dans la série norvégienne Pondus (en) de Frode Øverli.
- Bobi, dans la série Caroline de Pierre Probst.

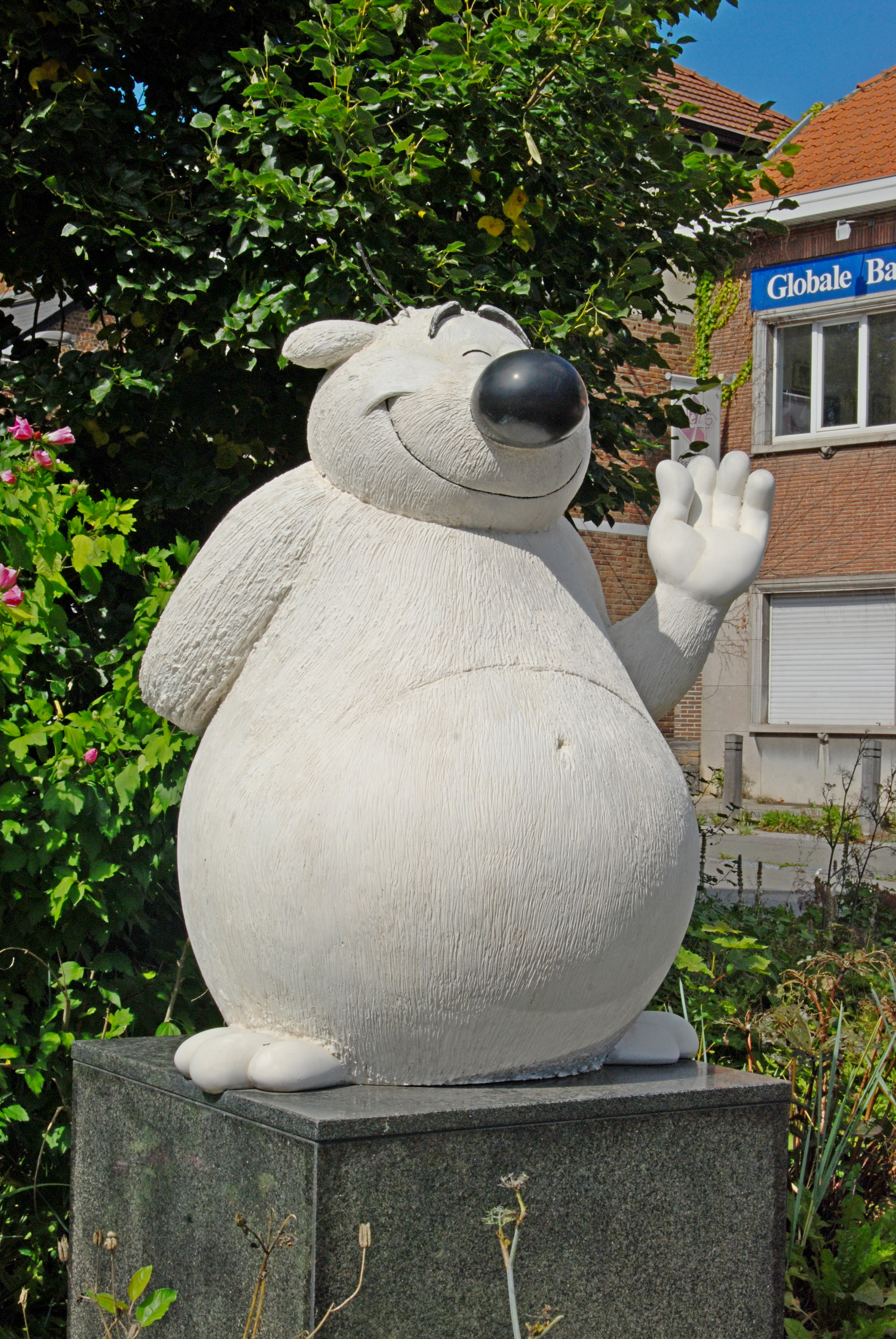
Statue de Cubitus à Limal.

- Boudou, dans Le cadeau d'anniversaire de Petite Abeille.
- Brutus, dans Le Secret de La Licorne de Hergé.
- César, chien de Benjie.
- Le Chien, dans Le Génie des alpages de F'murr.
- Coyote Bill, dans la bande dessinée du même nom de Hervé et Widenlocher.
- Cubitus, dans la bande dessinée du même nom de Dupa.
- Dublair, général des Castors Juniors, dans les bandes dessinées de Donald Duck.

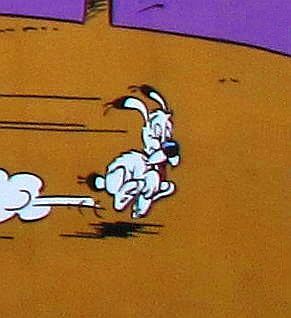
Idéfix, le petit chien blanc d'Obélix dans Les Aventures d'Astérix.

- Fantomate, chien volant de la série Petit Vampire de Joann Sfar.
- Fifi, dans la série Riri et Fifi des hebdomadaires belges Dorémi et Bonjour.
- Fifi, dans la série Bob et Bobette (« Le secret d'Ubasti ») de Willy Vandersteen.
- Folie, dans la série Johnny de hebdomadaire Tremplin.
- Froud et Stouf, dans la bande dessinée du même nom créée par Frédéric Jannin et Stefan Liberski.

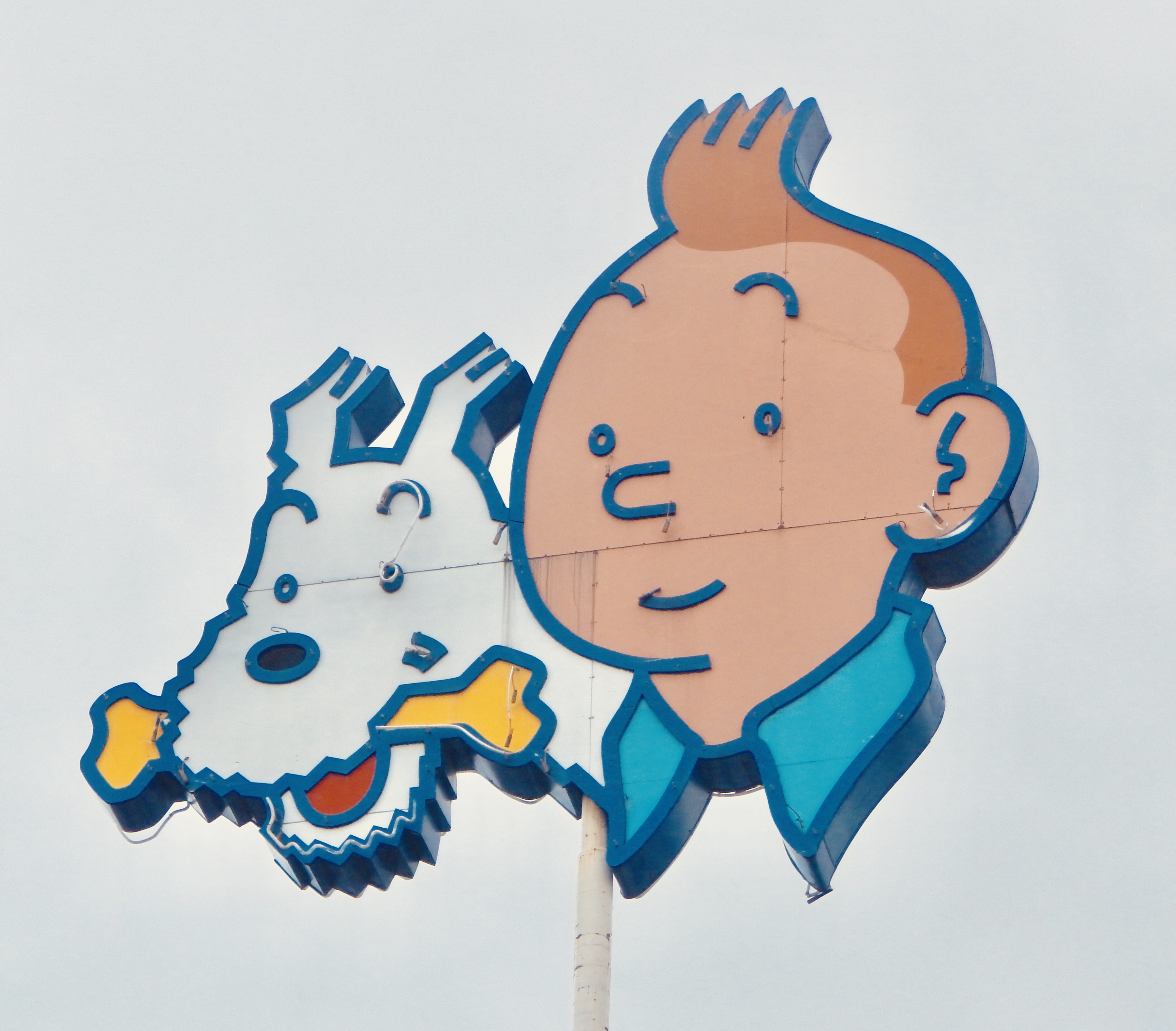
Milou (avec Tintin)

- Gai-Luron, dans la bande dessinée du même nom de Gotlib.
- Grimmy, dans la bande dessinée du même nom.
- Idéfix, dans Astérix de Goscinny et Uderzo.
- James, dans « Les Naufragés du Chastang » de la série Scrameustache.
- Kador, dans la bande dessinée du même nom et dans Les Bidochon de Binet.
- Krypto, dans Superman.
- Maurice, dans Maurice et Patapon de Charb.
- Max, dans Petzi fait la moisson.
- Médor, le teckel dans Martine à la ferme.
- Milou, le fox-terrier à poil dur de Tintin, dans Les Aventures de Tintin de Hergé.
- Mirza, dans Tintin en Amérique de Hergé ; c'est aussi le nom d'un autre chien dans Le Secret de La Licorne.
- Mr. Tweed, dans « Les enquêtes de Mr. Tweed » de Fiol et Mari, parues dans le journal Fripounet.
- Muff, dans Thorgal de Rosiński et Van Hamme.
- Noisette, dans la série Jean-Lou et Sophie.
- Odie, dans Garfield de Jim Davis.
- Oscar, dans la série Les 4 As.
- Ouaf, dans Où est Charlie ? de Martin Handford.
- Patapouf, le teckel de Martine dans la série Martine de Marcel Marlier.
- Pataud, dans Jacqueline et son chien Pataud de Raymond Petit et Hervé Mallet.
- Pif, dans la série Pif le chien de José Cabrero Arnal.
- Pifou, dans la bande dessinée du même nom de Roger Mas.
- Dans Pensées Royales Canines - les pensées du King Charles de Didier Hallépée.
- Dans Petite histoire d'un petit chien de René Guillot (1966).
- Petit Papa Noël, dans la série Les Simpson.

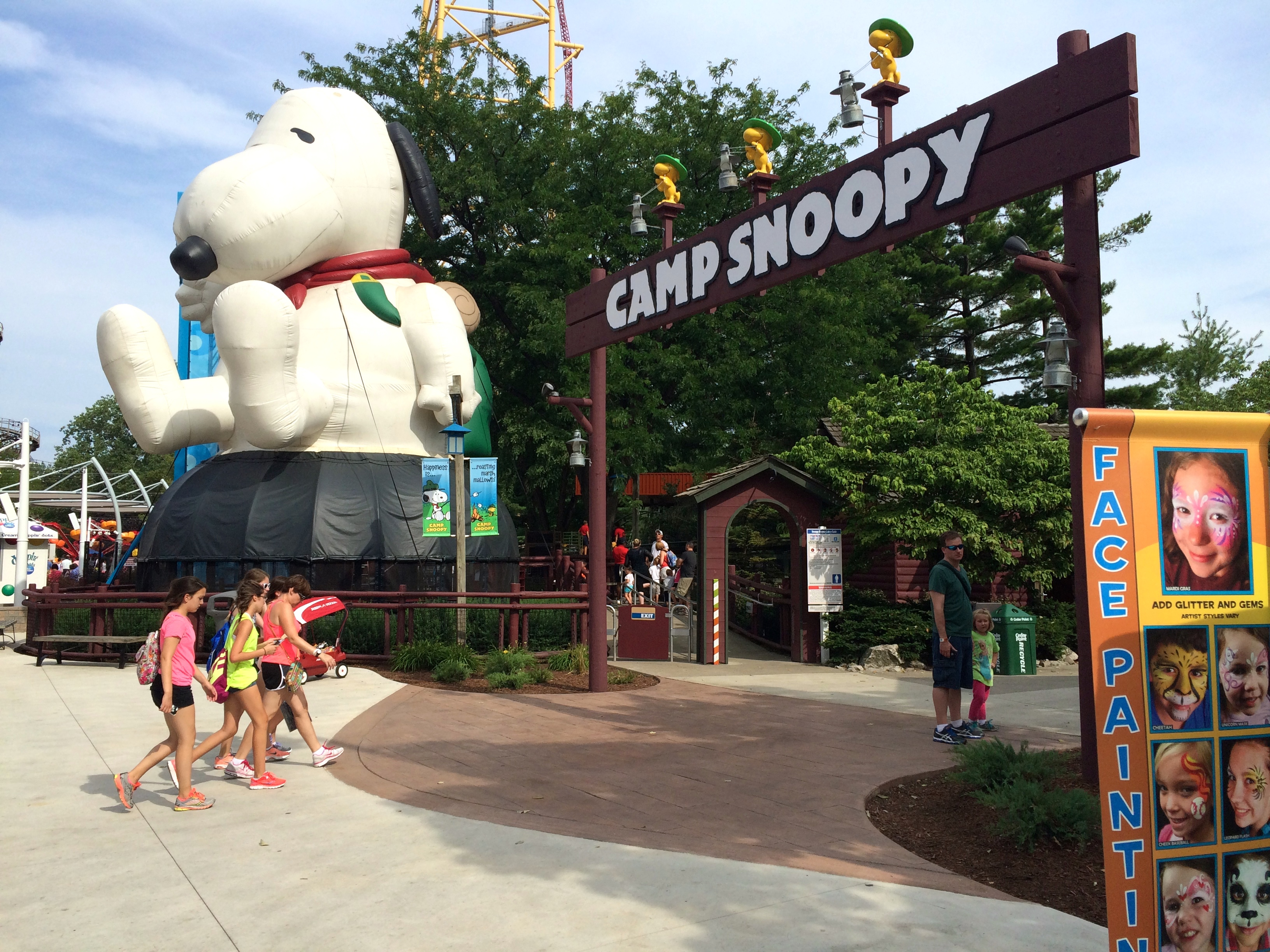
Snoopy géant à l'entrée du Camp Snoopy.

- Pipo, dans « Pipo, chien de berger » de la série Caroline de Pierre Probst.
- Pluto, dans les séries sur Mickey Mouse.
- Radar, le chien de Mirador dans la série Kid Paddle.
- Rantanplan, dans la bande dessinée du même nom ou dans Lucky Luke de Goscinny et Morris.
- Robert le Cerveau-Chien, dans la bande dessinée Supermatou de Jean-Claude Poirier.
- Sam le chien dans la série Sam and Max créé par Steve Purcell. Sam est un personnage de la bande dessinée puis héros de jeux vidéo.
- Saucisse, dans la série Billy the Cat.
- Simbabbad de Batbad, dans Philémon de Fred.
- Snoopy, dans Peanuts de Charles M. Schulz.
- Waterloo, dans « Le continent des deux lunes » de la série Scrameustache.
- Wouf, chien du garçonnet Ploc dans la série publiée dans l'hebdomadaire belge Bonjour.
- Youpi, dans la série d'albums pour enfants Caroline de Pierre Probst.

### Biographies
- Les Chiens célèbres, réels et fictifs, dans l'Art, la Culture et l'Histoire, de Guillaume De Lavigne (2015) ;
- Niki ou L'histoire d'un chien de Tibor Déry ;
- Un prêtre et son chien de Jean Gautier (1955).

## Films
Par ordre alphabétique

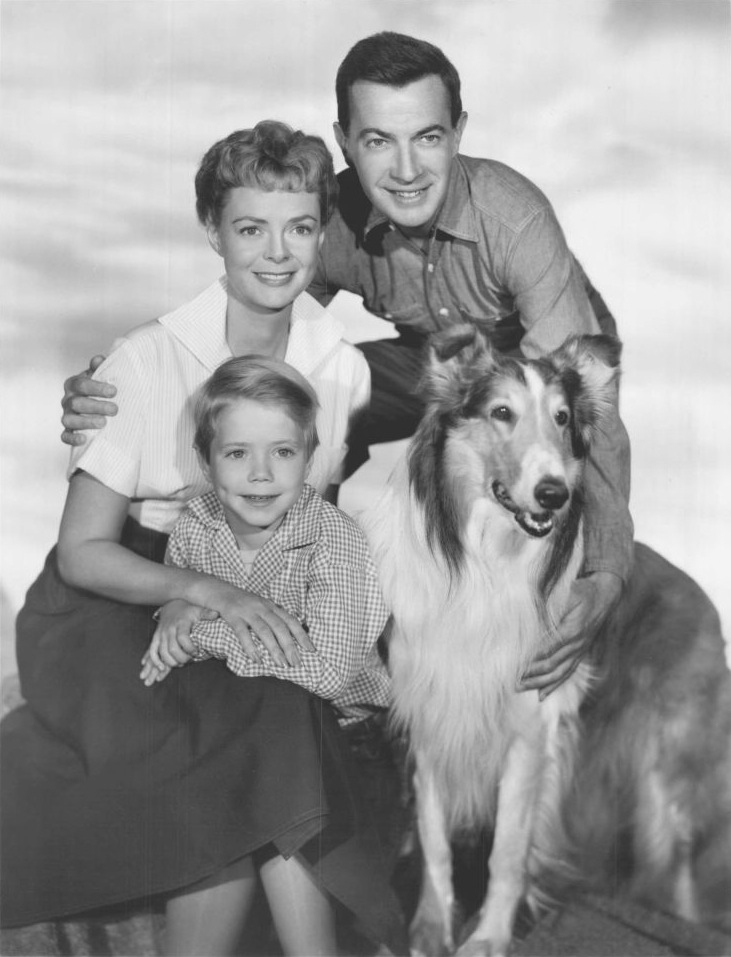
Lassie, chienne colley, héroïne de plusieurs films dont Fidèle Lassie (1943).

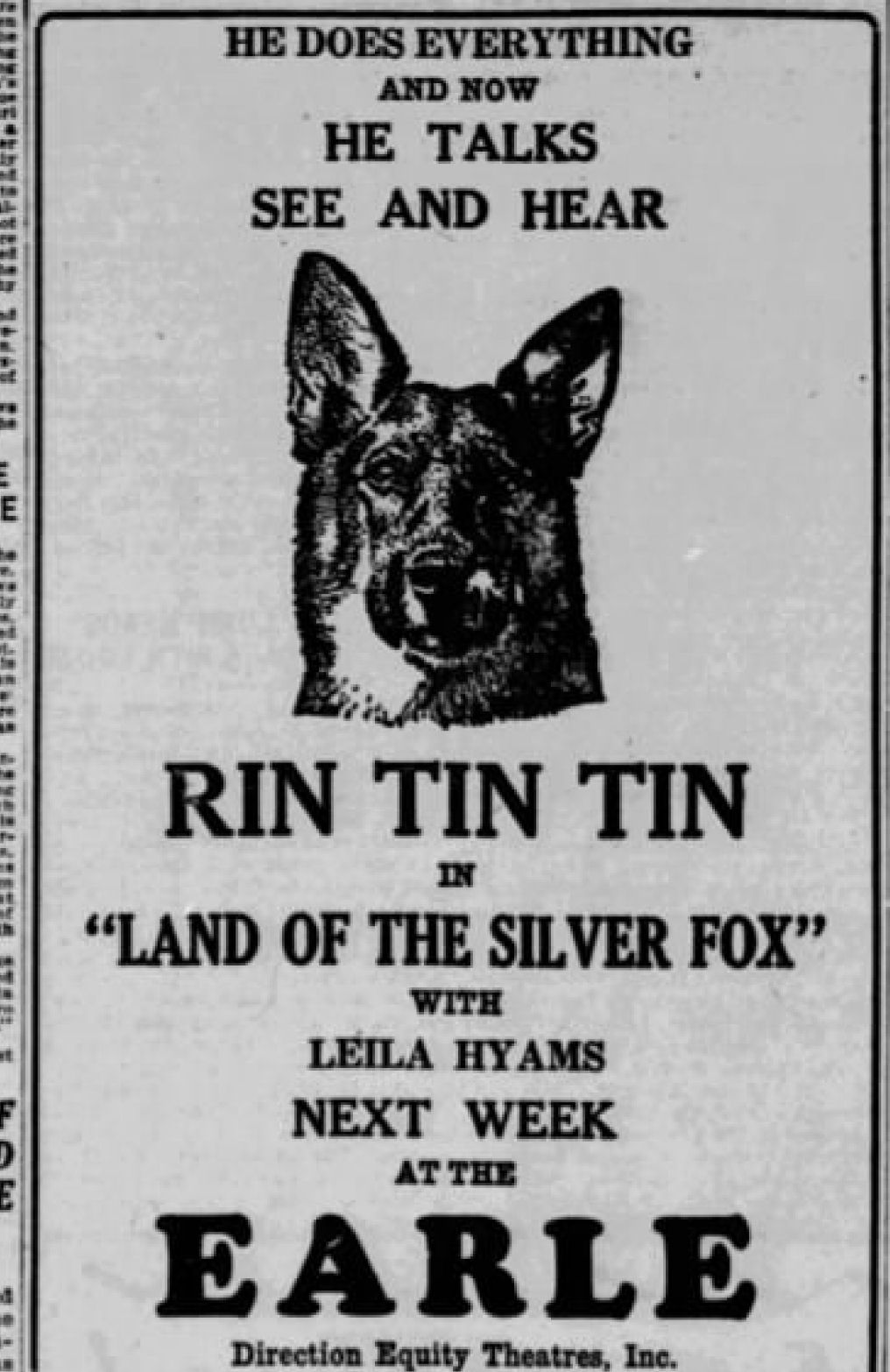
Publicité pour Rintintin au cinéma jouant dans Land of the Silver Fox (1928).

- Abner, dans Abner le chien magique (2013).
- Alfred, dans Arthur et les Minimoys (2006) de Luc Besson.
- Asta (Skippy en VO), le fox-terrier, héros de douze films américains entre 1934 et 1939.
- Bambou, dans le film du même nom (2009) de Didier Bourdon.
- Baxter, dans le film du même nom (1989).
- Beethoven, le saint-bernard dans le film du même nom (1992) de Brian Levant.
- Benji, dans Benji la malice (1987) de Joe Camp.
- Bernie Kosar, dans le Numéro Quatre (2011) de D. J. Caruso.
- Bijou, le chien du Silence des Agneaux.
- Billy Bob, le chien de Benoît Poelvoorde dans Le Grand Soir (2012).
- Boomer, le chien de la famille Hiller dans Independence Day (1996) de Roland Emmerich.
- Bouboue l'aventureux et ses compagnons dans Les Copains des neiges (2008) de Robert Vince.
- Caruso, dans Un air de famille (film).
- Chance, bouledogue américain dans L'Incroyable Voyage (1993) et L'Incroyable Voyage 2 : À San Francisco (1996).
- Choupette, dans Les Trois Frères (1995) de Didier Bourdon et Bernard Campan.
- Cooper, dans Cooper, un amour de chien.
- Copernic, le chien du Docteur Emmett Brown en 1955 dans le Retour vers le futur (1985).
- Croc-Blanc, le chien-loup, dans de nombreux films.
- Crockdur, le chien d'Hagrid dans les romans et films de Harry Potter.
- Cujo, dans le film du même nom.
- Daisy, dans John Wick (2014).
- Didier, dans le film du même nom (1997) d'Alain Chabat.
- Digby, dans le film du même nom (1973).
- Einstein, le chien du Docteur Emmett Brown en 1985 dans Retour vers le futur (1985).
- Fluke, dans le film du même nom.
- Flyke, le petit chien du retraité expulsé, dans Umberto D. (1952) de Vittorio De Sica.
- « Fous le camp », chien du braconnier Blaireau (Louis de Funès) dans Ni vu, ni connu (1958).
- Falkor, dans L'Histoire sans fin (1984) de Wolfgang Petersen.
- Hachikō monogatari, le chien de race akita dans le film du même nom (1987) de Seijirō Kōyama.
- Hachikō, le chien de race akita dans Hatchi (2008) de Lasse Hallström.
- Hooch, dans Turner et Hooch (1989) de Roger Spottiswoode.
- Idéfix, dans plusieurs films d’Astérix.
- Indiana, nom du chien du père d'Indiana Jones, dans Indiana Jones et la Dernière Croisade, dont il a pris le nom.
- Jolie, dont l'assassinat cause chez son maître une folie vengeresse meurtrière, dans la comédie noire Dead Dogs.
- Kaly, le chien d’Alexandre dans Alexandre le bienheureux (1968), qu'Alexandre appelle « le chien ».
- Lassie, la chienne de race colley, dans de nombreux films.
- Lucky, dans Funny Games U.S..
- Lucy, dans Wendy et Lucy (2008).
- Marley, dans Marley et moi (2008).
- Marmaduke, dans le film du même nom (2010).
- Max, dans Max, le meilleur ami de l'homme.
- Max, dans Le Grinch.
- Milo, dans The Mask (1994) de Chuck Russell.
- Mr.Pickle, le chien Cairn Terrier de Harry Hart (ou Galaad) dans Kingsman : Services secrets (2015) de Matthew Vaughn.
- Odie, dans Garfield (2004) de Peter Hewitt.
- Patmol, nom que prend Sirius Black une fois transformé en chien, dans les romans et films de Harry Potter.
- Patrasche, dans Nello et le chien des Flandres (1999).
- Paul, chien de Dolph dans Wrong (2012).
- Pépette, dans Les bronzés font du ski (1979) de Patrice Leconte.
- Pousquet, le chien de race carlin dans Les Aventures de Chatran (1988).
- Prince Terrien, dans Le Secret de Terabithia (2007).
- Dans Quelle vie de chien ! (1959) de Charles Barton.
- Red Dog, dans le film du même nom (2011).
- Rintintin, le berger allemand héros d'une série télévisée et de plusieurs films.
- Rusty, dans Rusty, chien détective (1998) de Shuki Levy.
- Sam, la chienne de compagnie de Robert Neville dans le film Je suis une légende (2007) de Francis Lawrence.
- Sandy, dans Annie (1982).
- Scooby-Doo, dans deux films de Raja Gosnell et deux de Brian Levant.
- Shadow, un golden, dans L'Incroyable Voyage (1993) et L'Incroyable Voyage 2 : À San Francisco (1996).
- Sorbonne, dans Angélique, Marquise des anges (1964) de Bernard Borderie.
- Spot, dans See Spot Run (2001) de John Whitesell.
- Strongheart, dans plusieurs films des années 1920.
- Sunny, dans Date limite (2010).
- Taro et Giro, dans Antarctica (1983).
- Toto, dans Le Magicien d'Oz (1939).
- Touffu, un cerbère, dans Harry Potter à l'école des sorciers (2001) de Chris Columbus.
- Trésor, dans le film du même nom (2009) de Claude Berri et François Dupeyron.
- Uggie, un Jack Russell terrier, dans The Artist (2011) de Michel Hazanavicius.
- Underdog, dans Underdog, chien volant non identifié (2007).
- Vendredi, dans Palace pour chiens (2009).

## Films d'animation
Par ordre alphabétique
- Alpha, dans Là-haut.

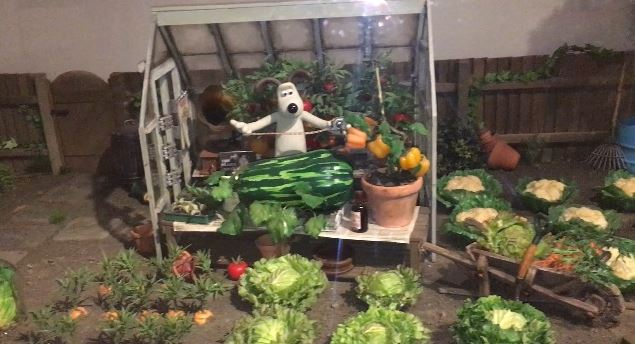
Le chien Gromit dans le film Wallace et Gromit : Le Mystère du lapin-garou (2005).

- Balto ou Volt, dans Balto, Chien-Loup Héros des Neiges de Steven Spielberg.
- Bitzer, dans Shaun le mouton.
- Charlie B. Barkin, dans Charlie de Don Bluth.
- Dante, dans Coco de Lee Unkrich et Adrian Molina.
- Gromit, dans Wallace et Gromit de Nick Park.
- Gustav, dans Tintin et le Lac aux requins (1972).
- Hin, dans Le château ambulant (2004).
- Homère, dans Homère le roi des cabots (1991).
- Lady et Clochard, ainsi que Jock et Cesar, dans La Belle et le Clochard (1955).
- Lafayette et Napoléon dans Les Aristochats (1970).
- Max, le chien d'Éric dans La Petite Sirène (1989) et sa suite La Petite Sirène 2 : Retour à l'océan (2000).
- Nana, la chienne nounou dans Peter Pan (1953).
- Nana Junior dans Peter Pan 2 : Retour au Pays imaginaire (2002).
- Pataud dans Cendrillon (appelé Bruno dans Cendrillon 2).
- Pongo et Perdita, dans Les 101 Dalmatiens.
- Preston, dans Rasé de près.
- Roscoe et Desoto les deux dobermans, Roublard, Rita, Einstein, Francis, Tito et Georgette dans Oliver et Compagnie (1988).
- Rouky dans Rox et Rouky.
- Sniff, le chien de Gô dans le court métrage Les Passagers de la Grande Ourse (1943).
- Scamp, Ange, Clemence, Prudence, Constance et Caid dans La Belle et le clochard 2: L'appel de la rue (2001).
- Dans Space Dogs (2010).
- Sparky, le chien de Victor dans Frankenweenie de Tim Burton (2012).
- Spike et Tyke (personnages).
- Zéro, le chien de Jack Skellington dans L'étrange Noël de monsieur Jack (1993).

## Séries télévisées
Par ordre alphabétique
- Le chien basset et fainéant de l'inspecteur Columbo, dans la série du même nom.
- Apollon et Zeus, les chiens de garde de Higgins, dans la série Magnum.
- August, le chien de Paul Teutul senior dans la série American Chopper.
- Bandit et Jack, dans la série La Petite Maison dans la prairie.
- Bandit, dans la série Punky Brewster.

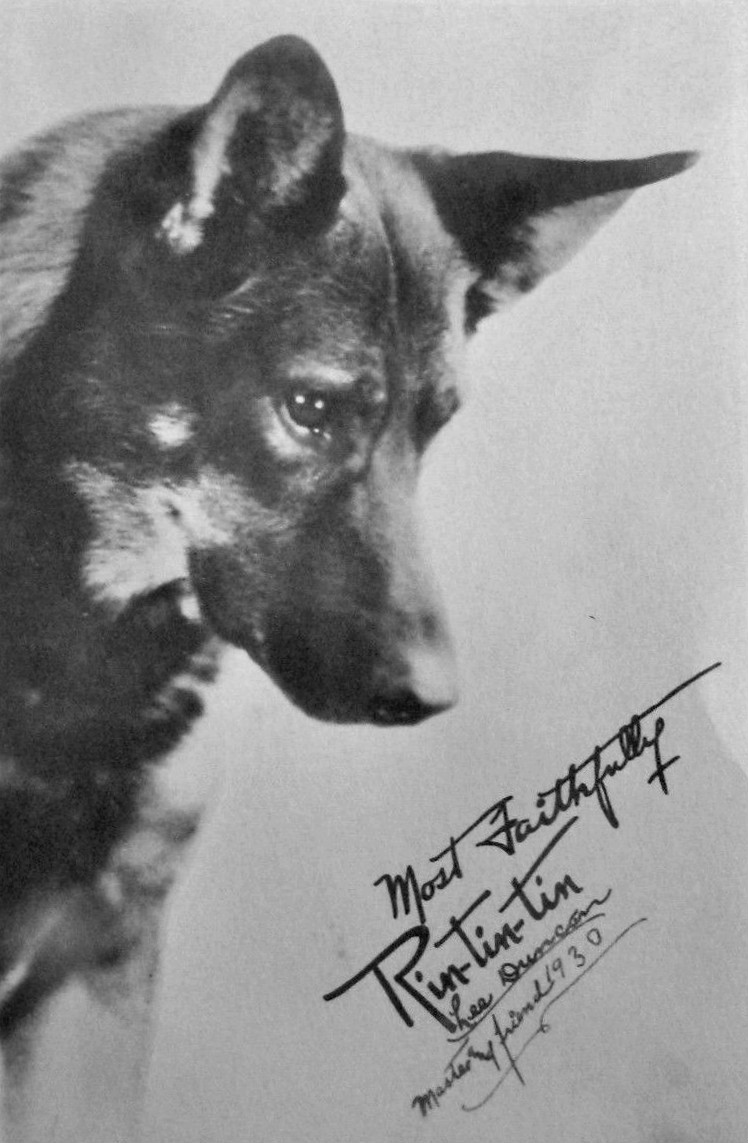
Rintintin, le chien berger allemand héros de la série télévisée du même nom (après avoir été vedette de cinéma).

- Belle, la grande chienne blanche de race chien de montagne des Pyrénées, dans le feuilleton Belle et Sébastien.
- Buck, dans la série Mariés, deux enfants.
- Bullet dans la série The Roy Rogers Show (en).
- « Mascotte » puis « Barback » (« Meatball » en VO), la chienne Bull Terrier de « Pappy » Boyington dans la série Les Têtes brûlées.
- Cerbère, le chien de combat de Brock dans la série SEAL Team.
- Cheddar, le chien du capitaine Holt dans la série Brooklyn Nine-Nine.
- Croquette, le chien de Doc dans la série Fraggle Rock.
- Difenbaker, le chien de Benton Fraser dans la série Un tandem de choc.
- Eddie, le chien de Martin Crane, père de Frasier, dans la série Frasier.
- Février, le petit chien des Hart dans la série Pour l'amour du risque.
- Flash, le chien de Rosco dans la série Shérif, fais-moi peur.
- Happy, dans la série Sept à la maison.
- Lassie, la chienne de race colley dans la série du même nom.
- Macaroni, dans la série Macaroni tout garni.
- Manx chien du roi Eventine Elessedil dans la série Les Chroniques de Shannara (2016).
- Murray, dans la série Dingue de toi.
- Noiraude, dans la série télévisée Tout le monde déteste Chris (saison 3, épisode 4 : « Tout le monde déteste Noiraude »).
- Pete, dans la série Les Petites Canailles.
- Porthos, dans la série Star Trek: Enterprise.
- Pupuce, dans la série En Famille
- Rex, le berger allemand policier de la série Rex, chien flic.
- Rintintin, le berger allemand soldat, dans la série du même nom.
- Sam, dans la série Hondo (1967).
- Samson, dans la série Samson en Gert.
- Shelby, dans la série Smallville.
- Trym chien de l'enfer dans la série Ragnarök (2020).
- Vagabond, le chien berger allemand, dans la série Le Vagabond (1979).
- Vincent, le chien de Walt Lloyd dans la série Lost : Les Disparus.

## Séries télévisées d'animation et dessins animés
Par ordre alphabétique
- Akamaru, dans Naruto et Naruto Shippûden.
- Artu, le chien de Roxy dans la série d'animation Winx Club (2003).
- Bajou, dans la série d'animation du même nom, produite par Hanna-Barbera.
- Bali, dans la série d'animation du même nom.
- Belle, la grande chienne blanche, dans la série d'animation Belle et Sébastien.
- Les chiens errants de Bêtes comme chien : le gros chien gris et le petit chien qui a peur des chats, dans la série d'animation produite par Hanna-Barbera (1993).
- Bimbo, le petit chien de Betty Boop dans une série de dessins animés.
- Les Biskitts, les petits chiens qui vivent sur une île, dans la série d'animation américaine du même nom, produite par |Hanna-Barbera (1983).
- Bob, dans le dessin animé Oggy et les Cafards.
- Bobo, dans les dessins animés Le Septième Petit Frère et Bobo et ses amis.
- Brandit, dans la série d'animation japonaise Hamtaro (2000-2006).
- Brian Griffin, dans la série américaine Les Griffin.
- Bruno, dans le dessin animé Les Triplettes de Belleville.
- Butch, dans le dessin animé Pluto a des envies.
- Capi, dans la série d'animation Rémi sans famille.
- Charlemagne, dans la série d'animation américaine Mademoiselle Rose et Charlemagne, produite par Hanna-Barbera.
- Chase, Marcus, Stella, Rocky, Ruben, Zuma, Everest et Tracker dans la série PAW Patrol : La Pat' Patrouille.
- Chien, dans la série d'animation américaine Michat-Michien (1998 et 2005).
- Chite, King, Kohaku, Kris, Milky, Néphrite, Péridot, Prase, Sapphie, Topaz et Yuku dans la saga Jewelpet.
- Le chien de la série d'animation Petit Chien et Minet (1974-1985).
- Corniot et Cabotin, des chiens à visages humains de la série Yo-Kai Watch.
- Clifford le gros chien rouge, dans le dessin animé du même nom.
- Clodo, le chien vagabond, dans la série d'animation américaine Clodo et Rato, produite par Hanna-Barbera.
- Corneil, dans le dessin animé Corneil et Bernie.
- Courage, dans la série Courage, le chien froussard (1999-2002).
- Diabolo, le chien au rire significatif, dans les séries suivantes :
  - Les Fous du volant ;
  - Diabolo le magnifique ;
  - Satanas et Diabolo.

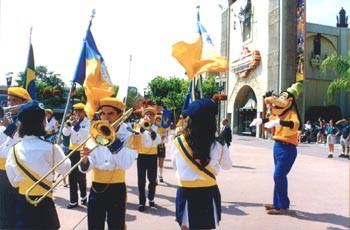
À droite, costume de Dingo à Walt Disney World Resort (Floride) en 1998.

- Dingo, dans le dessin animé Mickey Mouse.
- Dinky, l'énorme chien de la série Tout doux Dinky.
- Droopy et Pile Poile dans les cartoons de Tex Avery.
- Dylan, Dolly, Delilah, Doug et les autres chiens dans la série 101, rue des Dalmatiens.
- Oncle Fido, dans la série Tip et Tap.
- Finot, dans la série d'animation Inspecteur Gadget.
- Froud et Stouf, dans la série d'animation du même nom créée par Frédéric Jannin et Stefan Liberski et diffusée sur Club RTL.
- Foofur, le chien bleu dans la série d'animation du même nom, produite par Hanna-Barbera (1987).
- Gaspard, le chien pataud dans la série d'animation américaine Gaspard et les Fantômes produite par Hanna-Barbera.
- Georges et Joe, les deux frères toutous dans la série d'animation du même nom, produite par Hanna-Barbera (1981).
- Goliath, le chien qui se transforme en lion géant dans la série Samson et Goliath produite par Hanna-Barbera.
- Grabouillon dans la série du même nom (2006).
- Iggy, un chien manieur de stand dans la troisième partie (Stardust Crusaders) de JoJo's Bizarre Adventure.
- Igor (Supersnurfl), Olivier (Superinvisible), Yvon (Supermini), Enrico (Supergropif), Simon (Superfrileux), Roberta (Supergranpied), Vanessa (Supercheveuxenpétard), Pierre (Supercoulapic), Raoul (Superbazar), Mathias (Supermauvaisjoueur), Stéphane (Supertrovite), Anna (Superimpatiente), Léopoldine (Superbonnesmanières), Dolly (Superbouclettes), Clément (Superembrouilles), Raphaël (Supergrosmots), Stéphanie (Supermongrandfrère), Charlotte (Superdaltonienne) et Thierry (Supernon), ainsi que Dédé le pitbull, le directeur de l'école et le chien du boucher dans Les Minijusticiers.
- Jappy et son père Pappy Toutou, dans la série Jappy et Pappy Toutou, produite par Hanna-Barbera.
- Jules et Jules, dans série Les Jules, chienne de vie....
- Jupiter, dans Arago X-001 : « Pluk, naufragé de l'espace ».
- Krypto, le chien aux super-pouvoirs, dans le dessin animé Krypto le superchien (2005-2006).
- Mademoiselle Rose et Charlemagne, dans la série Charlemagne, le chien roublard.
- La Maison de Toutou, dans la série Toutou, le chien jardinier.
- Lassie dans la série d'animation du même nom (2014).
- Max, dans la série La Bande à Dingo.
- Milor, Snif-Marie, Pitounet, Pitou-Belle et Nono, dans la série Les Pitous produite par Hanna-Barbera (1986-1988).
- Mumbly, dans la série du même nom, produite par Hanna-Barbera.
- Oreille Tombante, dans la série d'animation Yakari (2005).
- Pakkun et ses sept compagnons, chiens ninjas, dans Naruto et Naruto Shippûden.
- Pataud, dans Cendrillon.
- Pataud et Whimper, les chiens détectives, dans série Clue Club produite par Hanna-Barbera (1976-1977).
- Pato et Dolly, les chiots perdus, dans la série Les Poupies, produite par Hanna-Barbera (1983).
- Peabody ou M. Peabody.
- Perry, le chien karatéka, dans la série Hong Kong Fou Fou, produite par Hanna-Barbera.
- Petit Papa Noël dans la série Les Simpson.
- Le petit chien de l'espace, dans la série Les Cadets de l'espace, produite par Hanna-Barbera.

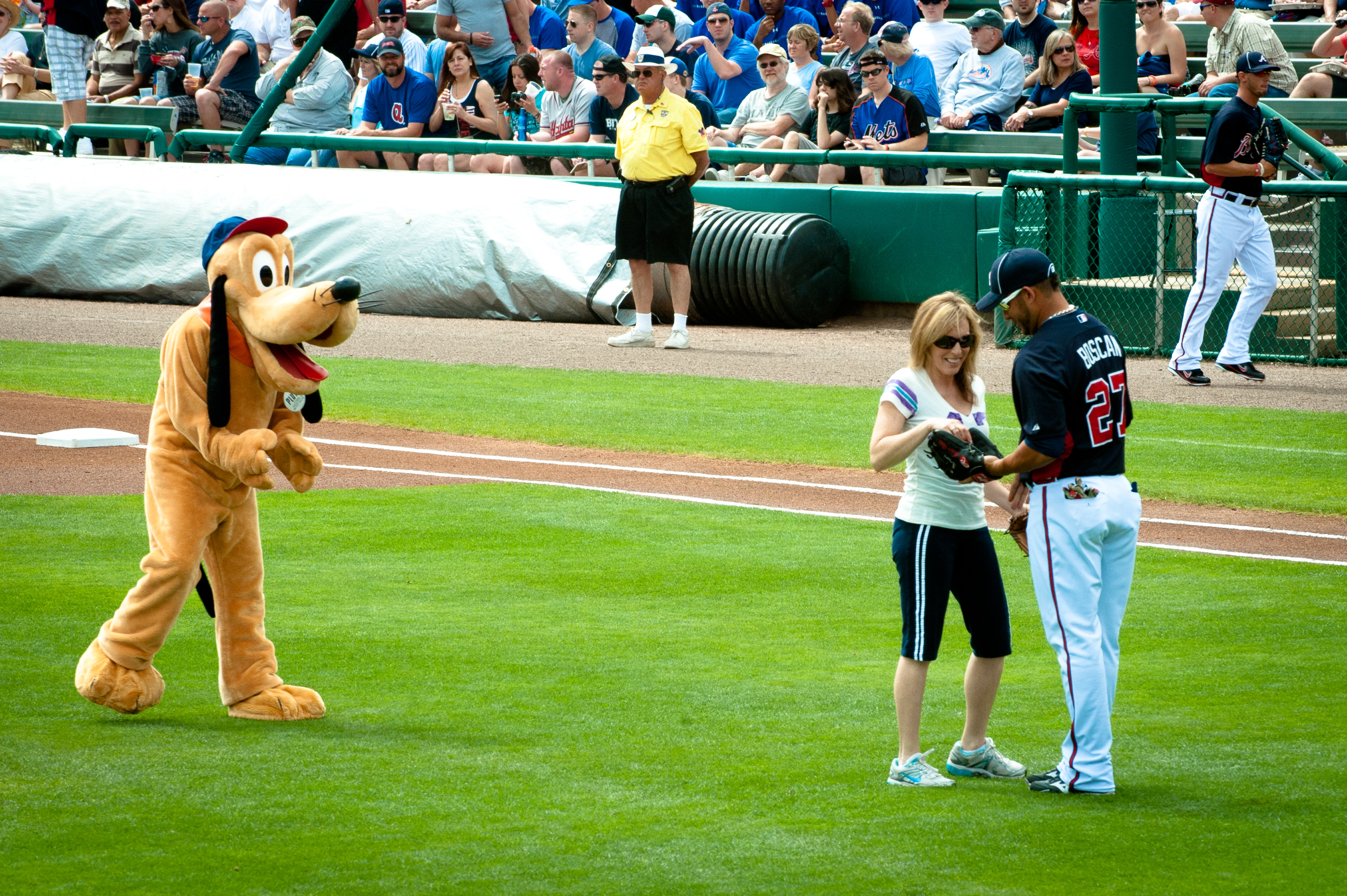
Le chien Pluto.

- Pluto, dans le dessin animé Mickey Mouse et dans la série La Maison de Mickey.
- Pollux, dans la série Le Manège enchanté.
- Pongo, Perdita, leur chiots et plusieurs autres dans Les 101 dalmatiens, la série.
- Rantanplan, dans les dessins animés Lucky Luke.
- Statue de Reksio à Bielsko-Biała en PologneReksio, dans la série du même nom.

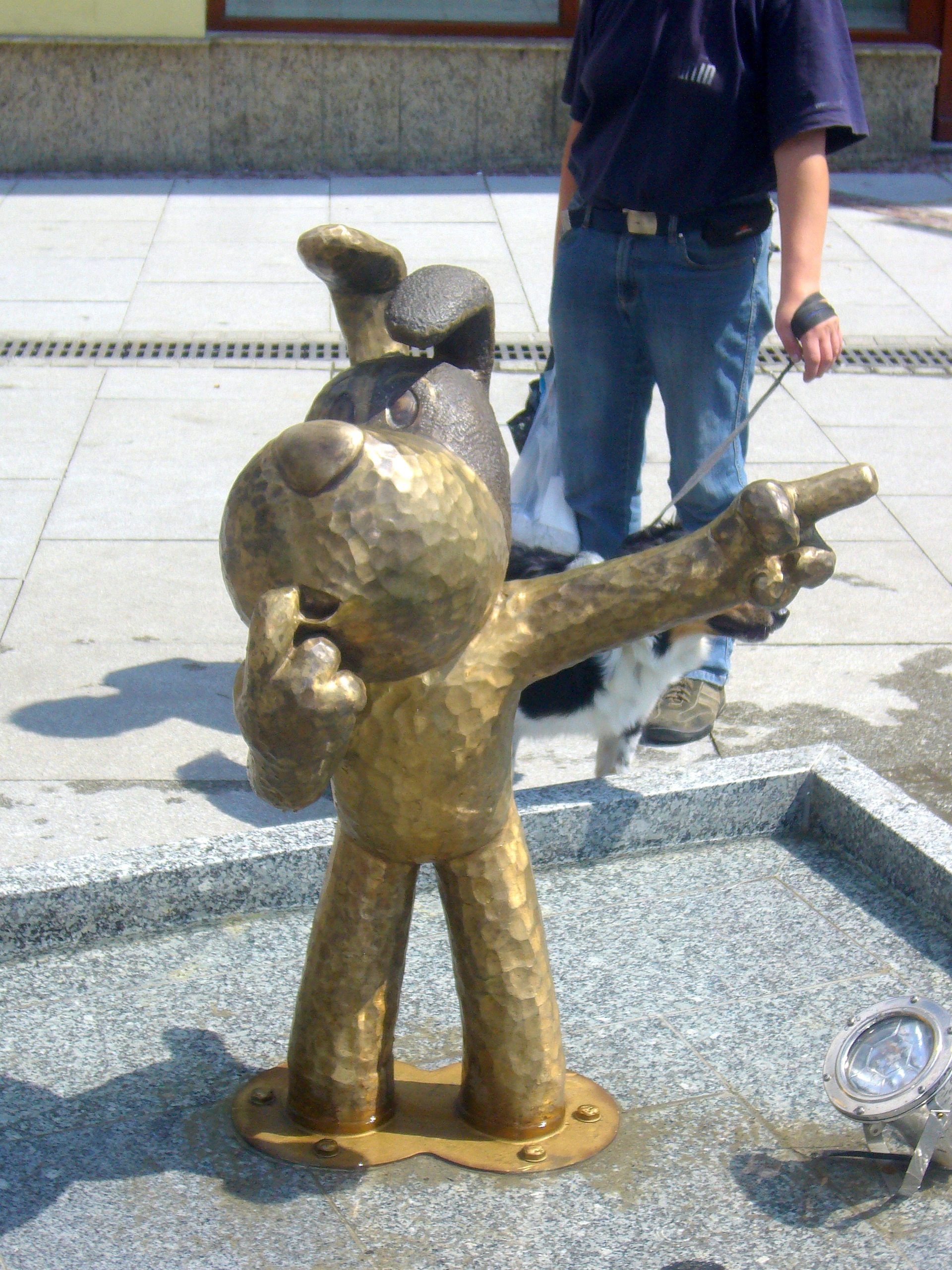
Statue de Reksio à Bielsko-Biała en Pologne

- Roquet belles oreilles, dans la série d'animation du même nom produite par Hanna-Barbera.
- Ruff, dans la série Denis la Malice.
- Scooby-Doo, dans le dessin animé du même nom.
- Scrappy-Doo, dans le dessin animé Scooby-Doo.
- Scoop, le berger allemand, dans la série Horseland.
- Seymour, dans la série Futurama (1999-2003).
- Spike le bouledogue, dans les séries Looney Tunes et Merrie Melodies.
- Stanley dit "Stan" dans la série Pat et Stanley
- Taffy, la chienne de Barbie, dans la série Barbie et sa maison de rêve.
- Tap, dans la série Tip et Tap.
- Tip, dans la série Tip et Tap.
- Tchaou et Grodo, dans la série du même nom (1980-1981).
- Tyke, bouledogue fils de Spike, dans les séries Looney Tunes et Merrie Melodies.
- Ursul, le chien roquet, dans la série Momo et Ursul, produite par Hanna-Barbera.
- Volt, dans le film Volt, star malgré lui (2008).
- Zoé Trent, la chienne violette, Gail Trent, Digby et plusieurs autres chiens dans la série Littlest Pet Shop : Des animaux trop mignons (2012).
- Roxie McTerrier et plusieurs autres chiens dans Littlest Petshop : Un monde à nous !.

## Musique
Classement par date
- Mirza, dans la chanson du même nom (1965) de Nino Ferrer.
- Napo, dans la chanson Napo Napiteau (1979) de Pierre Perret.
- Rosalie, dans la chanson Rosalie (1979) de Carlos.
- Oural Ouralou, dans la chanson Oural Ouralou (1980) de Jean Ferrat.
- Youki, dans la chanson Le Youki (1984) de Richard Gotainer.
- Pipo, dans la chanson Pipo le iench (2001) de Patrick Sébastien.
- Baltique, dans la chanson du même nom (2002) de Renaud Séchan, issue du l'album Boucan d'enfer.
- Raoul et Hubert, dans la chanson Raoul mon Pitbull (2003) de Oldelaf et Monsieur D.
- Zaza, dans la chanson Zaza (2005) de Thomas Fersen.
- Jean-Pierre, dans la chanson Pop Hip's Revenge (2005) de Stupeflip.

## Sport
- Bowser, mascotte NBA de l'équipe « Indiana Pacers ».
- Moondog, mascotte NBA de l'équipe « Cleveland Cavaliers ».

## Jeux

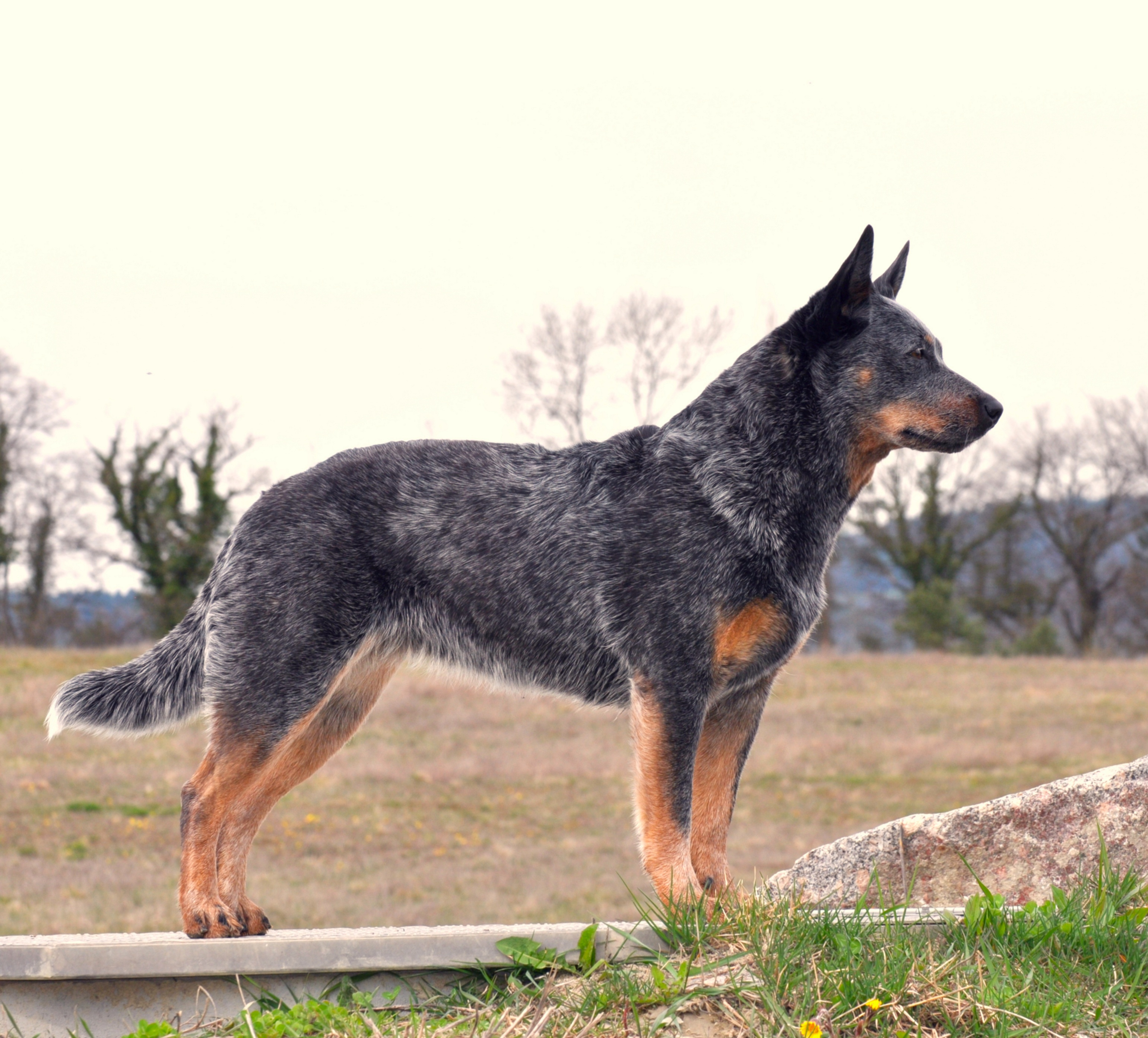
Dans Fallout 4, le personnage de Canigou (Dogmeat) a été modelé sur l'apparence d'un berger Allemand

### Jeux vidéo
- Général Pepper, dans la série de Star Fox.
- Chop, dans GTA V
- Riley, dans Call of Duty: Ghosts.
- Canigou (Dogmeat (en) en VO), dans Fallout, Fallout 2, Fallout 3 et Fallout 4.
- Caninos, Snubbull, Granbull, Malosse, Démolosse, Ponchiot, Ponchien, Mastouffe, Couafarel, Rocabot, Voltoutou, et Fulgudog, dans Pokémon.
- Annoying Dog ( Chien Pénible ), dans undertale .
- Marie (しずえ au Japon) dans la Série Animal Crossing

### Jeux de rôle
- Kezef, un personnage de l'univers de campagne des Royaumes oubliés du jeu de rôle Donjons et Dragons.

## Publicités et logos
Par ordre alphabétique

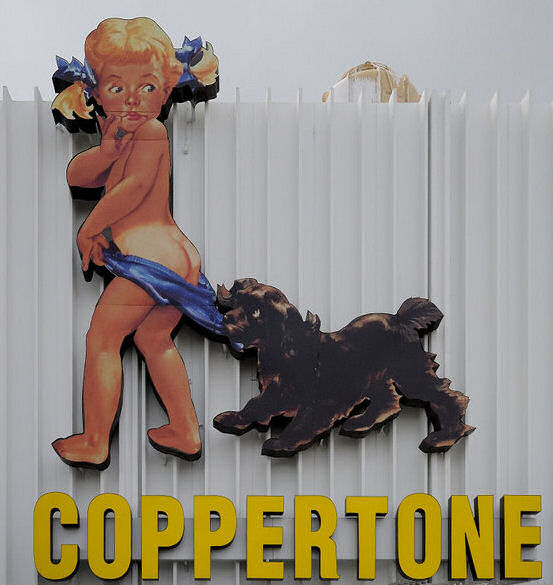
Panneau publicitaire de la marque Coppertone à Miami.

- César, le petit chien blanc, mascotte de la marque éponyme.
- Chipie, la marque de prêt-à-porter française dont la mascotte est un chien terrier écossais noir.
- Coppertone (crèmes solaires) : célèbre publicité américaine qui montre un petit cocker spaniel anglais noir qui tire sur la culotte d'une petite fille.
- Hush puppies, grande marque de souliers connue en Angleterre, aux États-Unis et au Canada, dont la mascotte est un Basset hound.
- Mabrouk, le berger allemand, mascotte de l'émission télévisée animalière 30 millions d'amis.
- Nipper, le 1er chien star de publicité : ce Jack Russell Terrier a été la mascotte des publicités des majors de disques Pathé-Marconi, RCA et EMI. Assis devant le pavillon d'un gramophone, le petit chien entend et reconnait « la voix de son maître », qui sera le slogan de la pub et le nom d’un label de musique. Pendant 70 ans, de 1925 au milieu des années 1980, les étiquettes de disques imprimées de l’image du petit chien à l’oreille pointue. C'est l'un des logos les plus célèbres de l'histoire de la publicité.
- Pico, mascotte de la marque Chocapic.
- Raymond, mascotte de la chaîne hertzienne M6.
- Touffu, mascotte du magazine Astrapi.
- Z, le chien basset hound, mascotte du magazine français Télé Z.

## Autres

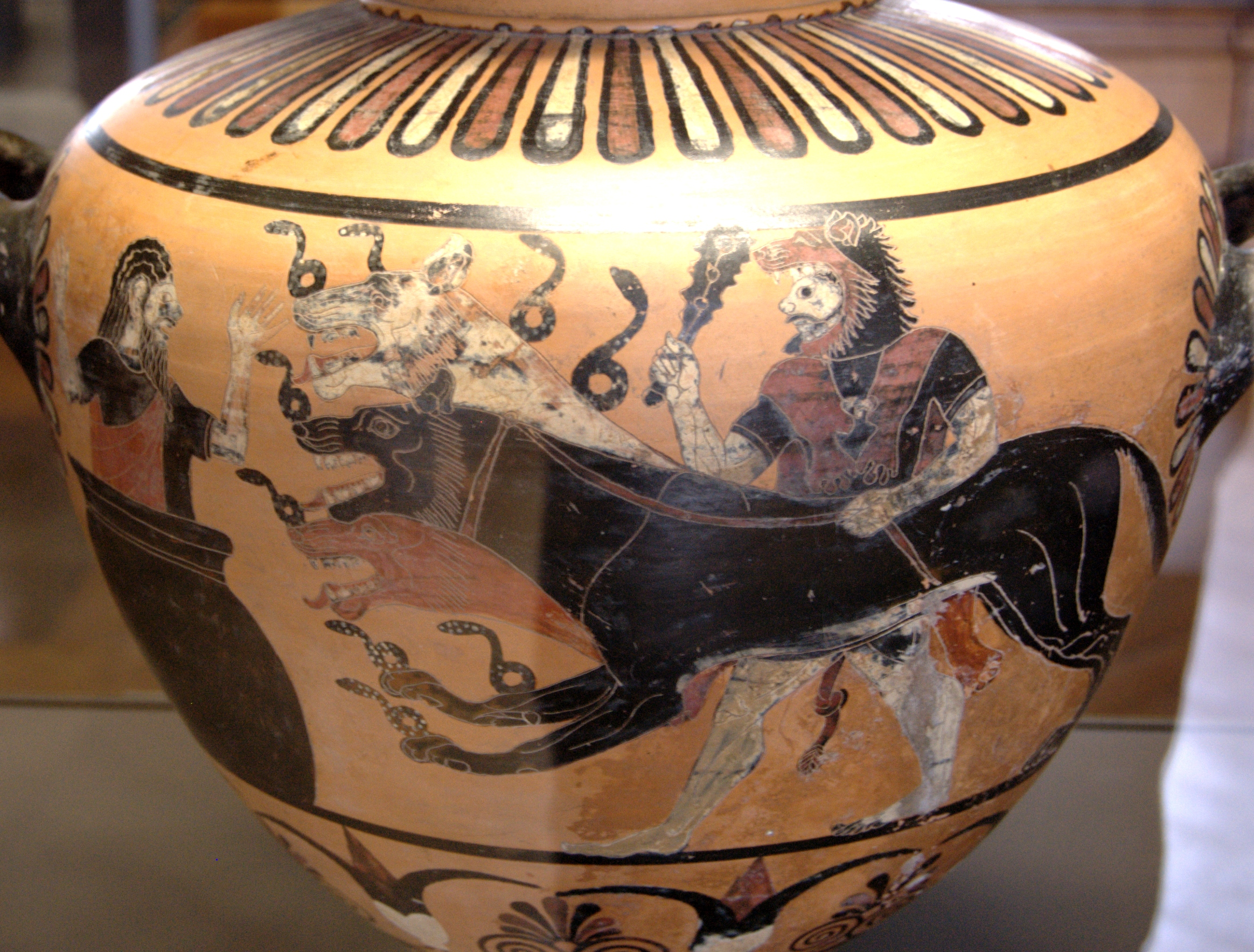
Cerbère et Héraclès.

- Cerbère, le chien tricéphale gardien des Enfers dans la mythologie grecque.
- Lumpi, dans la méthode d'apprentissage de la langue allemande Vorwärts.
- Paf, dans la blague absurde Paf le chien.
- Le chien Saucisse, qui a été, entre autres, candidat à la mairie de Marseille.
- Capi, dans la méthode d'apprentissage de lecture Rémi et Colette: méthode active de lecture.